# Хоуп Дворачик
Хоуп Дворачик (на немски: Hope Dworaczyk) е американски модел, телевизионен водещ и реалити телевизионна личност. Родена е на 21 ноември 1984 г. в град Порт Ларака, щата Тексас, САЩ.

## Кариера
През 2000 г. печели конкурса „Мис Тийн Тексас“. В кариерата си като модел представя колекции на „Версаче“, „Мис Сиксти“, „Баленсиага“ и се изявява като рекламно лице в кампании на редица луксозни марки като Филип Патек.
За първи път се появява на корицата на списание „Плейбой“ в априлския му брой от 2009 г.
През 2010 г. става 51-вата носителка на титлата „Мис Плеймейт на годината“ на американското издание на списание „Плейбой“.